# Moldes para la fragua
Moldes para la fragua es un libro escrito por el político y académico venezolano Rafael Caldera (1916-2009). Fue publicado por primera vez por la editorial El Ateneo, en Buenos Aires, 1962. Una segunda edición fue publicada en Caracas en 1973, por Seguros Horizonte. En 1980 la editorial Dimensiones presenta una edición ampliada y en gran formato, con grabados de Pedro Mancilla y prólogo del historiador Augusto Mijares (1897-1979). La misma se encuentra en línea en el sitio web dedicado a Caldera.  
En 2016, como parte de la Biblioteca Rafael Caldera, la editorial Cyngular presentó una edición póstuma con una nueva serie de personajes, entre los que destacan: Pedro Grases, Alcide De Gasperi, Eduardo Frei, Adelita Abbo de Calvani, Jeannette Abouhamad, entre otros. El prólogo está a cargo del abogado y político Ramón Guillermo Aveledo.
El título hace uso de la forja de metales como metáfora de modelos de vida a emular. En el prólogo o «Dintel» de Moldes para la fragua, Caldera explica que la obra está destinada a los jóvenes «por el afán inagotable de buscar puntos para la imitación y motivos para la perseverancia en quienes hicieron algo antes que ellos».

## Reseña
En esta obra Rafael Caldera presenta una síntesis en tono personal de personajes destacados de Venezuela y otras partes del mundo, los cuales están agrupados por cuatro temáticas bajo los títulos de: Patria, Universidad, Ecclesia, Civismo, Virginidad Fecunda y Eternidad. Los textos provienen de artículos, conferencias y discursos presentados por el autor con anterioridad, pero que no habían sido agrupados en un mismo libro. Cabe destacar que la semblanza hecha del jurista y político Tomás Liscano (padre adoptivo del autor), es la primera parte del Discurso de Incorporación de Caldera a la Academia de Ciencias Políticas y Sociales en 1953. 
Otros escritos, como el homenaje al poeta y político Andrés Eloy Blanco, fue un artículo para la revista Élite, censurado por la dictadura de Marcos Pérez Jiménez en 1956. El texto titulado «La hora de Emaús», fue tomado de una conferencia que diera el autor en el Segundo Congreso Eucarístico Bolivariano en 1955. A su vez, la vida del prócer yaracuyano José Gabriel Álvarez de Lugo, fue la tesis presentada por Caldera en 1932 para obtener el título de bachiller.
El libro está dedicado a Alicia Pietri, esposa de Caldera entre 1941 hasta la muerte de este último en 2009:

A Alicia,
mi compañera de vicisitudes
desde hace veinte años;
mi socia en la aportación de
seis venezolanos más al capital
humano del país.
6 de agosto de 1961

## Semblanzas presentes en la obra
Patria

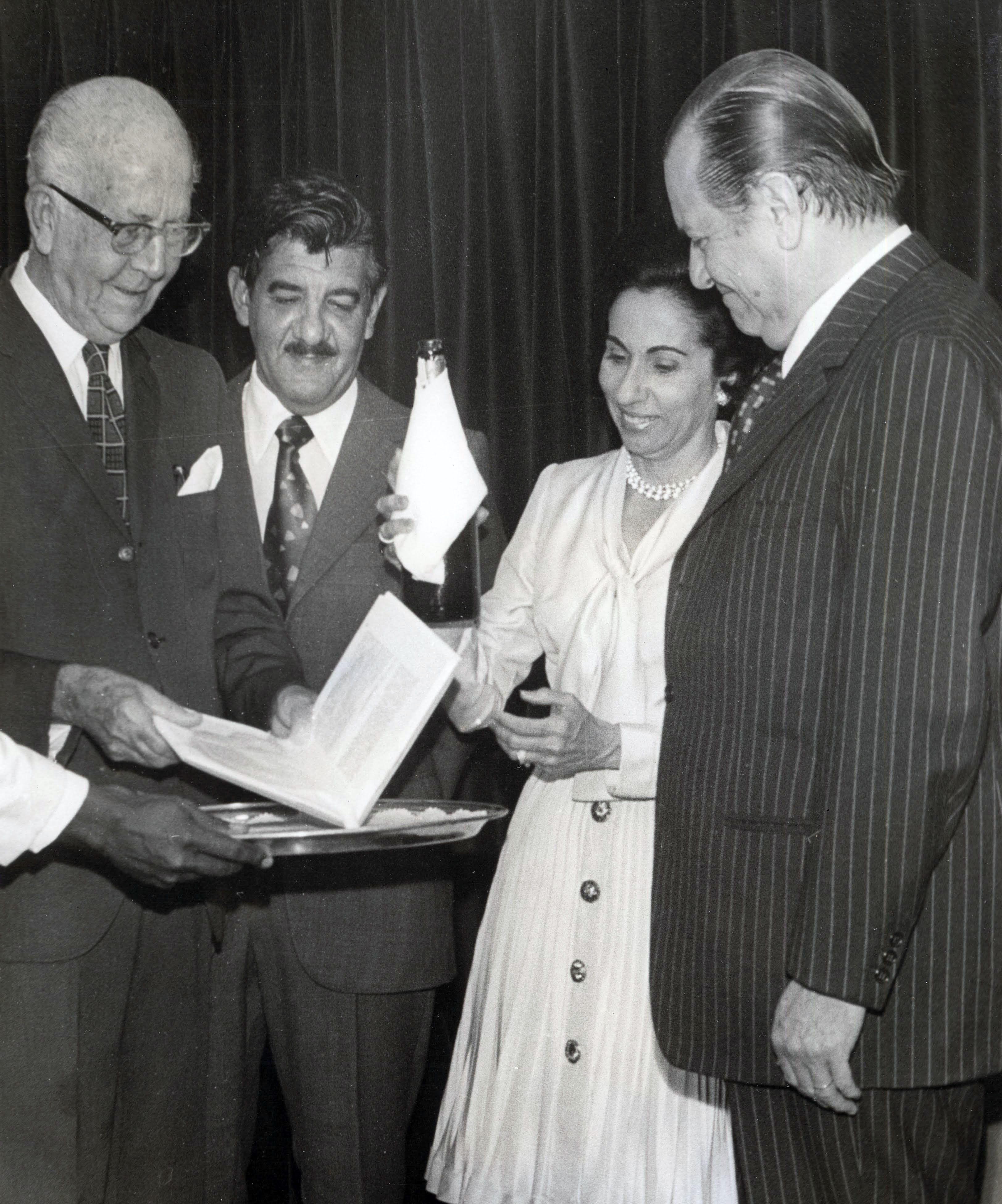
El presidente Rafael Caldera junto al historiador Augusto Mijares, el presidente del Congreso Nacional, José Antonio Pérez Díaz, y la primera dama, Alicia Pietri de Caldera, durante la presentación de la edición de 1973 de Moldes para la fragua.

- Simón Bolívar: Bolívar, símbolo de un deber actual.
- Andrés Bello: La incomprendida escala.
- José Antonio Páez: El general Páez de a pie.
- José Gabriel Álvarez de Lugo: Un prócer de mi pueblo.
- Padre Manuel Vicente de Maya: El testimonio discrepante.

Universidad
- José Gregorio Hernández: El «Diremos Mañana» de la lección perenne / Espíritu universitario: Hernández y Razetti.
- Luis Razetti: Espíritu universitario: Hernández y Razetti.
- Caracciolo Parra León: Una revolución en la Universidad.
- Julio César Salas: Sociólogo y Patricio.
- Tulio Febres Cordero: Ejemplo en la provincia.

Ecclesia
- Arzobispo Lucas Guillermo Castillo: La recia mansedumbre.
- Obispo Salvador Montes de Oca: En holocausto por la paz del mundo.
- Monseñor Marcos H. Ferreira: Madera de Corazón.
- Arzobispo Rafael Arias Blanco: Un nombre para una promoción.

Civismo
- Rafael Arévalo González: El acento que no puede silenciar la mordaza.
- Andrés Eloy Blanco: El amortiguador de la constituyente.
- Trinidad Figueira: Labor callada y digna recompensa.
- Tomás Liscano: En el taller del propio esfuerzo.
- Luigi Sturzo: Lo político y religioso dentro de lo social.
- Dardo Regules: Modo de convivencia.

Virginidad fecunda
- Inés Ponte: La técnica de la caridad.
- Madre Febronia de San José de Tarbes: Para descansar sobra tiempo donde el tiempo no rige.
- Hermana San Agustín de San Francisco de Asís: Tumba, surco, semilla.

Eternidad
- San Ignacio de Loyola: Hombre completo, ejemplo para la juventud.
- Jesús de Nazaret: Aquel obrero que llamamos Cristo / La hora de Emaús.

### Añadidos en la edición de Dimensiones (1980)

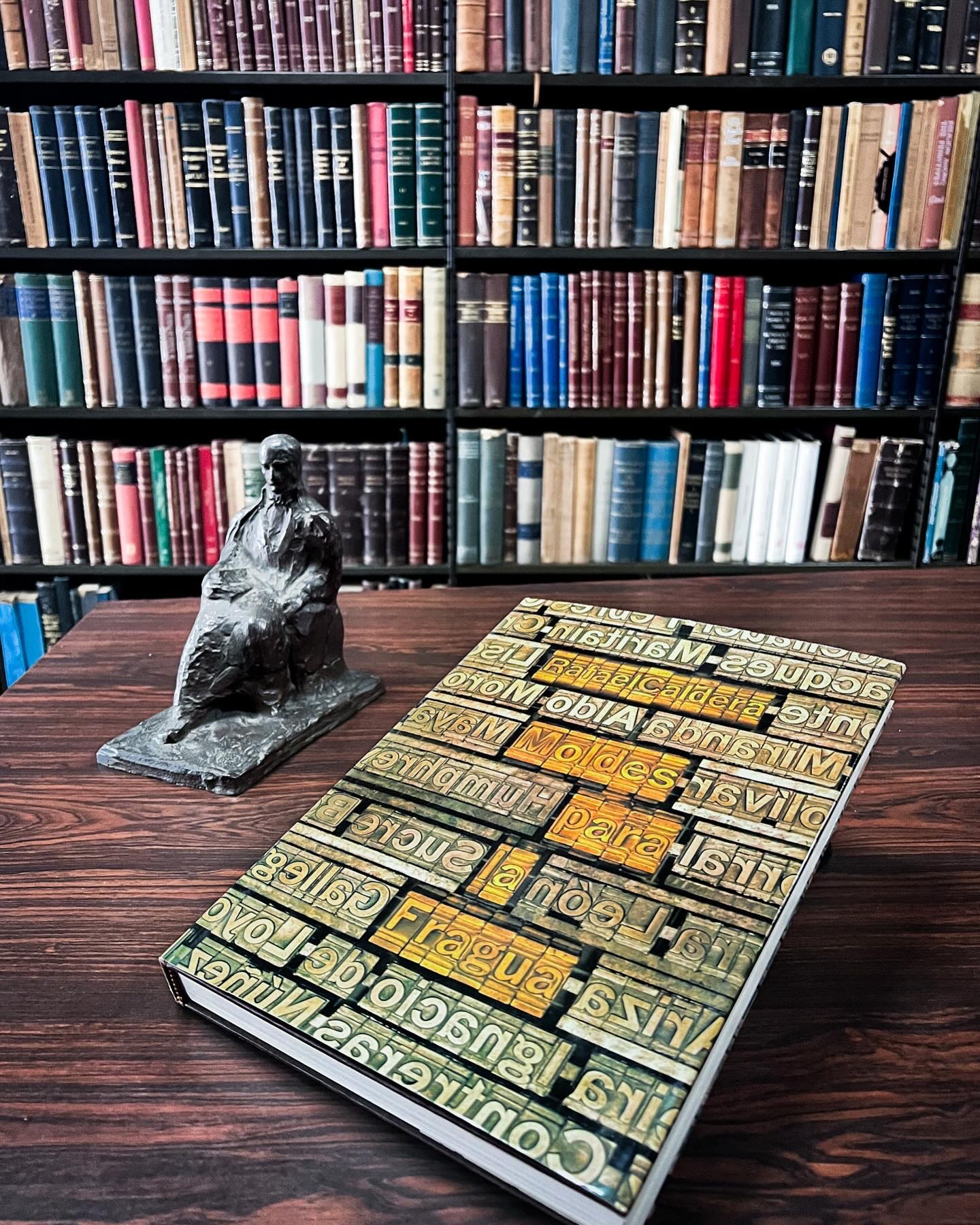
Edición de mesa con grabados de Pedro Mancilla. Dimensiones, 1980.

- Nuevo texto sobre Andrés Bello: Ciudadano de América.
- Francisco de Miranda: El drama de Miranda y Venezuela.
- Antonio José de Sucre: Demasiado joven para tanta gloria.
- Pedro Gual: El Congreso de Panamá y la integración latinoamericana.
- José Manuel Núñez Ponte: Maestro sin desfallecimiento.
- Plácido Daniel Rodríguez Rivero: Historiador y médico.
- Félix Saturnino Angulo Ariza: Una lección en aula.
- Rómulo Gallegos: Término fecundo de una larga jornada.
- Raúl Leoni: El camino recto de las instituciones.
- Eleazar López Contreras: Lindero y puente entre dos épocas.
- Pedro del Corral: Un venezolano ejemplar.
- Jacques Maritain: Fe en Dios y en el pueblo.
- Konrad Adenauer: «El Viejo» ha muerto de pie.
- Robert F. Kennedy: La escoria en el crisol.
- Hubert H. Humphrey: El testamento de Humphrey.
- Aldo Moro: La experiencia humana y política de Aldo Moro.

### Nueva Serie (edición póstuma de 2016)
- Alcide de Gasperi: Mi testimonio personal.
- Eduardo Frei.
- Nuevo texto sobre Caracciolo Parra León.
- El padre Manuel Aguirre.
- Imagen de Pedro Pablo Barnola.
- Pedro Grases.
- José Rafael Pulido Méndez.
- Carlos Sánchez Espejo.
- Adelita Abbo de Calvani.
- Jeannette Abouhamad Hobaica: Una huella fina y profunda.
- Julio Díez: Elogio de un coriano ilustre.
- Carlos Pi Suñer.
- David H. Blelloch.
- Homenaje a Juan Carlos Puig.